# Plai (gmina Gârda de Sus)
Plai – wieś w Rumunii, w okręgu Alba, w gminie Gârda de Sus. W 2011 roku liczyła 109 mieszkańców.